# جنگ صدساله (۱۳۶۹–۱۳۸۹)
جنگ صدساله (۱۳۶۹–۱۳۸۹) که به جنگ شارلی نیز مشهور است، مرحله دوم جنگ صدساله بین پادشاهی‌های فرانسه و انگلستان بود که پس از دوره نخست جنگ صدساله (جنگ ادواردی) انجام شد. این نام از نام شارل پنجم، پادشاه فرانسه گرفته شد که نه سال پس از پیمان برتینی (معاهده ۱۳۶۰) جنگ را از سر گرفت. پادشاهی فرانسه بر این مرحله از جنگ تسلط داشت.
ادوارد، شاهزاده سیاه، پسر ارشد و وارث ادوارد سوم، پادشاه انگلستان، مبلغ هنگفتی را برای بازگرداندن پدرو یکم، پادشاه کاستیا به تاج و تخت کاستیا خرج کرد. با این حال، پادشاه کاستیا قادر به بازپرداخت طلب او نبود، بنابراین شاهزاده سیاه مالیات را در قلمروی خود آکیتن افزایش داد. شکایات مردم مورد توجه قرار نگرفت، بنابراین آنها به شارل پنجم، پادشاه فرانسه مراجعه کردند. شاهزاده سیاه در مه ۱۳۶۹ احضاریه‌ای از پادشاه فرانسه دریافت کرد که خواستار حضور وی در دربار پاریس شد. شاهزاده از انجام دستور شارل امتناع کرد و شارل با اعلام جنگ پاسخ داد. او بلافاصله تصمیم گرفت تا تلفات ارضی تحمیل شده در بریتانی را جبران کند و تا حد زیادی در طول زندگی خود موفق بود. جانشین او، شارل ششم، در سال ۱۳۸۹ با پسر شاهزاده سیاه، ریچارد دوم، صلح کرد. این آتش‌بس بارها تمدید شد تا اینکه جنگ در سال ۱۴۱۵ از سر گرفته شد.

## پیش زمینه
در پیمان برتینی، ادوارد سوم از ادعای خود برای تاج و تخت فرانسه در ازای بازگرداندن دوک‌نشین آکیتن به وی، صرف نظر کرد. بین نه سال صلح رسمی بین دو پادشاهی، انگلیسی‌ها و فرانسوی‌ها در بریتانی و کاستیا با هم درگیر بودند.
در جنگ جانشینی بریتانی، انگلیسی‌ها از وارث مذکر، خاندان مونتفورت (یکی از شاخه‌های فرعی خاندان درو، که خود یکی از شاخه‌های فرعی سلسله کاپتی بودند) حمایت کردند، در حالی که فرانسوی‌ها از وارث ژنرال، خاندان بلوا حمایت کردند. از آنجایی که بریتانی جانشینی زنان را مجاز می‌دانست، فرانسوی‌ها طرف بلوآ را وارث قانونی می‌دانستند. جنگ در سال ۱۳۴۱ آغاز شد، اما انگلیسی‌ها حتی پس از پیمان برتینی به حمایت از مونفورت‌ها ادامه دادند. جان مونتفور، مدعی مورد حمایت انگلیسی‌ها، شارل بلوآ، مدعی فرانسوی را در نبرد اورا در سال ۱۳۶۴ شکست داد و کشت. با این حال، در آن زمان، ادوارد سوم دیگر ادعایی بر تاج و تخت فرانسه نداشت، بنابراین جان مجبور شد برای حفظ صلح در دوک‌نشین خود، فرمانروایی پادشاه فرانسه را بپذیرد؛ بنابراین، انگلیسی‌ها هیچ سودی از پیروزی خود نداشتند. در واقع، فرانسوی‌ها در شخص فرمانده بریتانی برتراند دو گوسکلین، که با ترک بریتانی، به خدمت شارل درآمد و به یکی از موفق‌ترین ژنرال‌های او تبدیل شد، از مزایای ژنرالی زیرک برخوردار شدند.
با صلح در فرانسه، مزدوران و سربازانی که اخیراً در جنگ به کار گرفته شده بودند، بیکار شدند و به غارت روی آوردند. شارل پنجم همچنین با پدرو یکم، پادشاه کاستیا، که با دخترعمه پدرش، بلانش بوربون، ازدواج کرد و او را مسموم کرد، به دشمنی پرخواست. شارل پنجم به دو گوسکلین دستور داد تا این گروه‌ها را به کاستیا هدایت کند تا پدرو ظالم را خلع کند. بدین ترتیب جنگ داخلی کاستیل آغاز شد. دو گوسکلین در هدف خود موفق شد. هنری تراستامارا بر تخت سلطنت کاستیا قرار گرفت.
پدرو که با مخالفت فرانسوی‌ها روبرو شد، از ادوارد، شاهزاده سیاه درخواست کمک کرد و وعده پاداش داد. شاهزاده سیاه موفق شد پدرو را پس از نبرد ناجرا به پادشاهی بازگرداند. اما پدرو از پرداخت هزینه خودداری کرد که باعث ناراحتی متحدان انگلیسی و ناواری‌اش شد. بدون آنها، پدرو یک بار دیگر عزل شد و جان خود را از دست داد. باز هم انگلیسی‌ها از مداخله خود چیزی به دست نیاوردند، جز دشمنی پادشاه جدید کاستیا که با فرانسه متحد شد. جامعه بازرگانان انگلیسی که در سویل تأسیس شده بود به دستور انریکه قتل‌عام شدند. بین سال‌های ۱۳۷۲ و ۱۳۸۰، کورس‌های کاستیایی با مصونیت نسبی به سواحل جنوبی انگلستان یورش برده و جریان جنگ صدساله را به‌طور قطعی به نفع فرانسه تغییر دادند.
مداخله شاهزاده سیاه در جنگ داخلی کاستیا و شکست پدرو در پاداش دادن به خدماتش، خزانه شاهزاده را تهی کرد. او تصمیم گرفت زیان‌های خود را با افزایش مالیات در آکیتن جبران کند. گاسکونی‌ها که به چنین مالیات‌هایی عادت نداشتند، شکایت کردند. آنها بدون توجه به ادوارد، شاهزاده سیاه و دوک آکیتن، به پادشاه فرانسه به عنوان ارباب فئودال خود روی آوردند. اما با پیمان برتینی، پادشاه فرانسه حاکمیت خود را بر آکیتن از دست داد. پس از تأمل در این موضوع، ادعا شد که انصراف ادوارد سوم از تاج و تخت فرانسه ناقص بوده‌است. در نتیجه، پادشاه فرانسه حاکمیت خود را بر آکیتن حفظ کرد. شارل پنجم، شاهزاده سیاه را احضار کرد تا به شکایات دست‌نشاندگانش پاسخ دهد اما ادوارد نپذیرفت. مرحله شارلی جنگ صدساله آغاز شد.

## بازیابی سرزمین‌های از دست رفته توسط فرانسه

بازیابی سرزمین‌های از دست رفته توسط فرانسه

وقتی شارل پنجم جنگ را از سر گرفت، تعادل به نفع او تغییر کرد. فرانسه بزرگترین و قدرتمندترین دولت اروپای غربی باقی ماند و انگلیس تواناترین رهبران نظامی خود را از دست داده بود. ادوارد سوم خیلی پیر بود، شاهزاده سیاه یک معلول، در حالی که در دسامبر ۱۳۷۰، جان چاندوس، سنشال بسیار باتجربه پوآتو، در یک درگیری در نزدیکی Lussac-les-Châteaux کشته شد.  به توصیه برتراند دو گوسکلین، که در نوامبر ۱۳۷۰ به عنوان پاسبان فرانسه منصوب شد، فرانسوی‌ها یک استراتژی فرسایشی اتخاذ کردند. انگلیسی‌ها به جای اینکه به دنبال نبرد باشند، با رویکردی افزایشی فرسوده شدند که به موجب آن مناطق واگذار شده در بریتنی، از جمله پواتیه در سال ۱۳۷۲، تکه‌تکه بازپس گرفته شدند. 
در اوت ۱۳۷۲، انگلیسی‌ها در لاروشل متحمل یک شکست دریایی فاجعه‌بار شدند، زمانی که یک کاروان تدارکاتی حامل نیروهای کمکی برای آکیتن به همراه ۲۰۰۰۰ پوند برای پرداخت حقوق سربازان، توسط ناوگان کاستیلیان رهگیری و غرق شد. این امر سواحل انگلیس را در معرض حملات فرانسوی‌ها و اسپانیایی‌ها قرار داد، گاسکونی را منزوی کرد و مخالفت عمومی را با جنگ افزایش داد.  علاوه بر این، ژان سوم دگرالی، کاپیتال دو بوخ، یک گاسکونی که برای انگلیسی‌ها می‌جنگید و جای خالی چاندوس را پر کرده بود، در نبردهای اطراف لاروشل اسیر شد. شارل علیرغم درخواست‌های شوالیه‌های خود، از باج دادن به کاپیتال، با این استدلال که آزاد کردن او بسیار خطرناک است امتناع کرد و او را در زندان نگه داشت، جایی که در سال ۱۳۷۶ درگذشت. 
انگلیسی‌ها با یک سری عکس‌العمل‌های سریع نظامی مخرب به قلمرو فرانسه به نام chevauchées (سیاستی شبیه زمین سوخته) پاسخ دادند، به این امید که دو گوسکلین را به نبرد بیاورند. مهمترین آنها توسط جان گونت در سال ۱۳۷۳ رهبری شد. طاعون که بین دو دوره مرگ سیاه در سال‌های ۱۳۶۹ و و ۱۳۷۵ شیوع پیدا کرد، تأثیر اقتصادی ویرانگری داشت و تأمین مالی این لشکرکشی را دشوار می‌کرد.  به گفته وقایع نگار ژان فروآسار، سیاست زمین سوخته (Chevauchée) برای سه سال برنامه‌ریزی شده بود.  طرح انگلیسی که به دلیل توانایی خود در این نوع جنگ شناخته می‌شود، شامل راهپیمایی از کاله، از طریق شامپاین و بورگوندی به آکیتن بود، یک سفر بیش از هزار مایل، که پنج ماه به طول انجامید. 
آنها امیدوار بودند که با سوزاندن عمارت‌ها، آسیاب‌ها و دهکده‌ها، پایگاه مالیاتی فرانسه را از بین ببرند و ناتوانی شارل را در محافظت از رعایایش نشان دهند، و با سرعت حرکت کردند و حمله سریعی انجام داده و قبل از اینکه دشمن بتواند پاسخ دهد، عقب‌نشینی می‌کردند.  در گی این حملات، شارل دستورات سختی را برای اجتناب از نبردهای بزرگ صادر کرد و به کشاورزان دستور داد به شهرهای مستحکم پناه ببرند.  هنگامی که آنها وارد بورگونی شدند، ستون‌های انگلیسی توسط یکی از موثرترین زیردستان دو گوسکلین، اولیویه دو کلیسون، ردیابی شدند که بیش از ۶۰۰ نفر را کشت و بسیاری دیگر را به اسارت گرفت.  بیشتر چمدان‌ها و وسایل حمل‌ونقل آن‌ها با عبور از لوآر و آلیه در ماه اکتبر گم شد و باعث کمبود منابع شد. 
زمانی که انگلیسی‌ها در شب کریسمس ۱۳۷۳ به بوردو رسیدند، بسیاری از آنان به دلیل بیماری و گرسنگی از بین رفته بودند و بسیاری از شوالیه‌ها پیاده بودند.  شکست باعث خشم و نارضایتی شدید انگلستان در برابر جان گونت شد، که یک بازیگر قدرتمند سیاسی باقی ماند، اما عدم محبوبیت او به این معنی بود که تلاش‌های او برای توافق صلح با فرانسه ناموفق بود.  تا سال ۱۳۷۴، در واقع پیمان برتینی لغو شد و انگلستان به غیر از بندر کاله، قلمروی بیشتری نسبت به قبل از پیروزی خود در کرسی در سال ۱۳۴۶ در اختیار نداشت. 